# Pseudococcus aberrans
Pseudococcus aberrans är en insektsart som beskrevs av Mckenzie 1962. Pseudococcus aberrans ingår i släktet Pseudococcus och familjen ullsköldlöss. Inga underarter finns listade i Catalogue of Life.